# P.L. Reddy Memorial Challenger
Il P.L. Reddy Memorial Challenger, noto come Shriram Capital P.L. Reddy Memorial Challenger per motivi di sponsorizzazione, è stato un torneo professionistico maschile di tennis giocato su campi in cemento a Chennai, in India. Faceva parte dell'ATP Challenger Tour e si è tenuta la sola edizione del 2014.

## Albo d'oro

### Singolare
| Anno | Campione     | Finalista            | Punteggio     |
| ---- | ------------ | -------------------- | ------------- |
| 2014 | Yuki Bhambri | Aleksandr Kudrjavcev | 4–6, 6–3, 7–5 |

### Doppio
| Anno | Campioni                   | Finalisti               | Punteggio   |
| ---- | -------------------------- | ----------------------- | ----------- |
| 2014 | Yuki Bhambri Michael Venus | Sriram Balaji Blaž Rola | 6–4, 7–6(3) |